# Whatever Lola Wants
Pour plus de détails, voir Fiche technique et Distribution.
Whatever Lola Wants est un film maroco-franco-canadien réalisé par Nabil Ayouch en 2007. Le film nous conduit de New York au Caire, à travers le personnage de Lola (interprété par Laura Ramsey).

## Synopsis
Lola, 25 ans, vit à New York où elle travaille pour la poste en rêvant d’une carrière de danseuse. Youssef, son meilleur ami, est un jeune Égyptien gay installé à New York pour y vivre comme il l’entend. C’est par lui que Lola découvre l’histoire d’Ismahan, star de la danse orientale, véritable légende au Caire. Dans le restaurant où Youssef travaille, Lola rencontre un autre Égyptien, Zack.
L’idylle tourne rapidement court quand Zack prend conscience des différences culturelles qui les séparent et rentre en Égypte. Sans réfléchir, Lola, aussi impulsive que naïve, décide immédiatement de le rejoindre. Arrivée au Caire, déçue par l’accueil de la famille de Zack autant que par l’attitude du jeune homme, Lola se met en tête de retrouver la fascinante danseuse Ismahan.

## Fiche technique
- Titre original : Whatever Lola Wants
- Réalisation et scénario : Nabil Ayouch
- Musique : Krishna Levy, Transglobal Underground et Natacha Atlas
- Photographie : Vincent Mathias
- Montage : Hervé de Luze
- Montage son : Thomas Desjonquères
- Mixage : Dean Humphreys
- Décoration : Pierre-François Limbosch
- Directrice artistique : Ghizlane Hassani Ouazzani
- Costume et styliste marocain : Albert Oiknine
- Coach de Laura Ramsey pour la danse : Mélinda Gillet
- Production : Jake Eberts, Léonard Glowinski, Pierre Grunstein
- Sociétés de production : Pathé avec la participation de Canal+
- Format : couleur - 35 mm / Scope - Dolby SRD et DTS
- Genre : comédie dramatique
- Durée : 115 minutes
- Dates de sortie :  
  - Émirats arabes unis : 11 décembre 2007 (Festival international du film de Dubaï)
  - France : 16 avril 2008

## Distribution
- Laura Ramsey (VF : Julie Cavanna) : Lola
- Assaad Bouab : Zack
- Carmen Lebbos (VF : elle-même) : Ismahan
- Hichem Rostom : Nasser
- Achmed Akkabi (VF : David Macaluso) : Yussef
- Nadim Sawalha (VF : Sidahmed Agoumi) : Adham
- Mariam Fakhr Eddine : Aida
- Abdelkader Lofti : Choukri
- Roz Ryan : travailleur de la poste
- Hend Sabri (VF : Armelle Gallaud) : Fayza
- Milia Ayache : Yasmine

Version Française

Studio d'Enregistrement : Dubbing Brothers

Adaptation et Direction Artistique : Jean-Marc Pannetier

Ingénieur du Son : Nicolas Pointet